# Comité Ejecutivo del Banco Central Europeo
El Comité Ejecutivo del Banco Central Europeo es el órgano responsable de la ejecución de la política monetaria de la zona euro en línea con las orientaciones y decisiones adoptadas por el Consejo de Gobierno.
Los miembros del Comité Ejecutivo del Banco Central Europeo (BCE) son nombrados por el Consejo Europeo, por mayoría cualificada, por acuerdo entre los jefes de Estado o de Gobierno de los países de la eurozona para un mandato no renovable de ocho años (los miembros designados en 1998 por el Comité original tenían sus términos establecidos de forma que cada año uno de ellos fuera reemplazado). Bajo las reglas del BCE los miembros del comité no representan a un país en particular, ni son responsables de mantener el seguimiento de las condiciones económicas de ese país. En su lugar, todos los miembros de la junta directiva son responsables conjuntamente de la política monetaria para el conjunto de la zona euro. Los miembros toman posesión en el cargo generalmente en el mes de junio.

## Responsabilidades
Tienen las siguientes responsabilidades:
- Preparar las reuniones del Consejo de Gobierno
- Poner en práctica la política monetaria de conformidad con las orientaciones y decisiones adoptadas por el Consejo de Gobierno. Al hacerlo, imparte las instrucciones necesarias a los bancos centrales nacionales de la zona del euro
- Encargarse de la gestión ordinaria del BCE
- Ejercer los poderes que le hayan sido delegados por el Consejo de Gobierno, incluidos algunos de carácter normativo

## Mandatos
| Inicio                    | Fin                     | Presidente                    | Vicepresidente            | Miembros del Comité Ejecutivo    | Miembros del Comité Ejecutivo   | Miembros del Comité Ejecutivo        | Miembros del Comité Ejecutivo      |
| Presidencia de Duisenberg |                         |                               |                           |                                  |                                 |                                      |                                    |
| 1 de junio de 1998        | 31 de mayo de 2002      | Wim Duisenberg · Países Bajos | Christian Noyer Francia   | Otmar Issing · Alemania          | Tommaso Padoa-Schioppa · Italia | Eugenio Domingo Solans · España      | Sirkka Hämäläinen · Finlandia      |
| 1 de junio de 2002        | 31 de mayo de 2003      | Wim Duisenberg · Países Bajos | Lukás Papadimos · Grecia  | Otmar Issing · Alemania          | Tommaso Padoa-Schioppa · Italia | Eugenio Domingo Solans · España      | Sirkka Hämäläinen · Finlandia      |
| 1 de junio de 2003        | 31 de octubre de 2003   | Wim Duisenberg · Países Bajos | Lukás Papadimos · Grecia  | Otmar Issing · Alemania          | Tommaso Padoa-Schioppa · Italia | Eugenio Domingo Solans · España      | Gertrude Tumpel-Gugerell · Austria |
| Presidencia de Trichet    |                         |                               |                           |                                  |                                 |                                      |                                    |
| 1 de noviembre de 2003    | 31 de mayo de 2004      | Jean-Claude Trichet Francia   | Lukás Papadimos · Grecia  | Otmar Issing · Alemania          | Tommaso Padoa-Schioppa · Italia | Eugenio Domingo Solans · España      | Gertrude Tumpel-Gugerell · Austria |
| 1 de junio de 2004        | 31 de mayo de 2005      | Jean-Claude Trichet Francia   | Lukás Papadimos · Grecia  | Otmar Issing · Alemania          | Tommaso Padoa-Schioppa · Italia | José Manuel González-Páramo · España | Gertrude Tumpel-Gugerell · Austria |
| 1 de junio de 2005        | 31 de mayo de 2006      | Jean-Claude Trichet Francia   | Lukás Papadimos · Grecia  | Otmar Issing · Alemania          | Lorenzo Bini Smaghi · Italia    | José Manuel González-Páramo · España | Gertrude Tumpel-Gugerell · Austria |
| 1 de junio de 2006        | 31 de mayo de 2010      | Jean-Claude Trichet Francia   | Lukás Papadimos · Grecia  | Jürgen Stark · Alemania          | Lorenzo Bini Smaghi · Italia    | José Manuel González-Páramo · España | Gertrude Tumpel-Gugerell · Austria |
| 1 de junio de 2010        | 31 de mayo de 2011      | Jean-Claude Trichet Francia   | Vítor Constâncio Portugal | Jürgen Stark · Alemania          | Lorenzo Bini Smaghi · Italia    | José Manuel González-Páramo · España | Gertrude Tumpel-Gugerell · Austria |
| 1 de junio de 2011        | 31 de octubre de 2011   | Jean-Claude Trichet Francia   | Vítor Constâncio Portugal | Jürgen Stark · Alemania          | Lorenzo Bini Smaghi · Italia    | José Manuel González-Páramo · España | Peter Praet · Bélgica              |
| Presidencia de Draghi     |                         |                               |                           |                                  |                                 |                                      |                                    |
| 1 de noviembre de 2011    | 31 de diciembre de 2011 | Mario Draghi · Italia         | Vítor Constâncio Portugal | Jürgen Stark · Alemania          | Lorenzo Bini Smaghi · Italia    | José Manuel González-Páramo · España | Peter Praet · Bélgica              |
| 1 de enero de 2012        | 14 de diciembre de 2012 | Mario Draghi · Italia         | Vítor Constâncio Portugal | Jörg Asmussen · Alemania         | Benoît Cœuré Francia            | José Manuel González-Páramo · España | Peter Praet · Bélgica              |
| 15 de diciembre de 2012   | 1 de junio de 2018      | Mario Draghi · Italia         | Vítor Constâncio Portugal | Sabine Lautenschläger · Alemania | Benoît Cœuré Francia            | Yves Mersch Luxemburgo               | Peter Praet · Bélgica              |
| 1 de junio de 2018        | 1 de junio de 2019      | Mario Draghi · Italia         | Luis de Guindos · España  | Sabine Lautenschläger · Alemania | Benoît Cœuré Francia            | Yves Mersch Luxemburgo               | Peter Praet · Bélgica              |
| 1 de junio de 2019        | 1 de noviembre de 2019  | Mario Draghi · Italia         | Luis de Guindos · España  | Sabine Lautenschläger · Alemania | Benoît Cœuré Francia            | Yves Mersch Luxemburgo               | Philip R. Lane Irlanda             |
| Presidencia de Lagarde    |                         |                               |                           |                                  |                                 |                                      |                                    |
| 1 de noviembre de 2019    | 31 de diciembre de 2019 | Christine Lagarde Francia     | Luis de Guindos · España  | vacante                          | Benoît Cœuré Francia            | Yves Mersch Luxemburgo               | Philip R. Lane Irlanda             |
| 1 de enero de 2020        | 14 de diciembre de 2020 | Christine Lagarde Francia     | Luis de Guindos · España  | Isabel Schnabel · Alemania       | Fabio Panetta · Italia          | Yves Mersch Luxemburgo               | Philip R. Lane Irlanda             |
| 15 de diciembre de 2020   | 31 de octubre de 2023   | Christine Lagarde Francia     | Luis de Guindos · España  | Isabel Schnabel · Alemania       | Fabio Panetta · Italia          | Frank Elderson · Países Bajos        | Philip R. Lane Irlanda             |
| 1 de noviembre de 2023    | actualidad              | Christine Lagarde Francia     | Luis de Guindos · España  | Isabel Schnabel · Alemania       | Piero Cipollone · Italia        | Frank Elderson · Países Bajos        | Philip R. Lane Irlanda             |

     Mandato actual
* Los mandatos constituyen nombramientos por parte de los miembros del Comité, no para las posiciones ejecutivas

### Cronograma
Fuente: